# 安原兵衛
安原 兵衛（やすはら ひょうえ）は日本のサウンドクリエイター、音楽プロデューサー、リミックス&ミキシング・エンジニア・編曲家。東京都生まれ、東京農業大学卒業。釣り愛好家。

## 略歴
1998年、七尾旅人の1stアルバム『雨に撃たえば...!disc2』に音楽プロデューサーとして参加。以降、宅録系・エレクトロ系アーティストやバンド等の音源制作に音楽プロデューサーとして参加。
2000年、自身のユニット・LOVE DEVICE名義でパイオニアLDCより音源リリース。2003年、GUITAR VADERと共にレーベル「PLUGS HOUSE」を始動。同レーベルより「安原兵衛」名義で「青春のOutline」リリース。LOVE DEVICE名義でGUITAR VADER「SUPER BROTHERS」リミックスでMP3.comダンスチャートで2位を獲得。2018年、ソーシャルゲーム等コンテンツ系のサウンドクリエイトに特化したノーマライズ・ラボ（normalize lab）を主宰。

## 人物
オルタナティヴ・ロック・ギター、エレクトロを中心としたCubaseによるサウンド・メイク。近年はミキシング・マスタリングも積極的に行っている。通称「おひょえさん」。

## 手掛けたアーティスト

### 音楽プロデュース/編曲/作曲
- 七尾旅人
- 川本真琴
- ハルカトミユキ[1]
- 福原美穂
- LOVE
- LEGO BIG MORL[2]
- TRF
- 楠木ともり
- 古明地洋哉
- 沢尻エリカ
- 高橋瞳
- 鈴木雅之
- Syrup 16g
- Dew
- 小池徹平
- Salley
- 伊藤由奈
- 玉城千春（Kiroro）
- WINO
- IMALU
- 矢野真紀
- 北出菜奈
- MARIA
- teftef
- 大石理乃
- 花岡なつみ
- ユースケ・サンタマリア
- 近藤薫
- 出口陽
- アフィリア・サーガ
- 古川雄大
- 田村直美
- YUAMU
- 鈴村健一
- 結城アイラ
- 松井恵理子
- 高野二郎
- 河野りょう
- テニスの王子様
- Knowz Dada Roar
- 戸田康平
- 鳴海カズユキ
- ゆるめるモ![3]
- YU-KI
- 櫻井里花
- 水崎うき
- 高崎美佳
- 宍戸留美
- SAWA
- YUP YUP
- MR

### ミックス/マスタリング
- dela
- RSARIO+CROSS
- 太田克樹
- Riico
- 小林秀樹
- まこ
- 空中分解 feat.アンテナガール
- アンテナガール
- Mune
- ASUKA
- 山田john泰介
- 穐田和恵
- ようなぴ
- 沢井里奈
- IRIS MONDE（現：IRIS MONDO）
- りり
- 堀川りょう
- アサミサエ
- 武藤航
- カラクリキネマと石川浩司[4]
- 一瞬しかない
- BLUEGOATS
- Mune
- 磯中ゆうき
- DJ show5
- no Fillter
- Nine chocolates